# Campeonato Mundial de Snowboard de 2019 - Big air feminino
A prova do big air feminino do Campeonato Mundial de Snowboard de 2019 foi mascada para os dias 5 e 6 de fevereiro na cidade de Park City,  em Utah, nos Estados Unidos.  Devido às más condições climáticas, a competição foi cancelada.

## Lista de inscritos
26 atletas estavam inscritos para participar da prova. 
| Colocação | Bib | Nome                 | Nacionalidade  | Descida 1 | Descida 2 | Melhor | Notas |
| --------- | --- | -------------------- | -------------- | --------- | --------- | ------ | ----- |
|           | 1   | Enni Rukajärvi       | Finlândia      |           |           |        |       |
|           | 2   | Isabel Derungs       | Suíça          |           |           |        |       |
|           | 3   | Silje Norendal       | Noruega        |           |           |        |       |
|           | 4   | Zoi Sadowski-Synnott | Nova Zelândia  |           |           |        |       |
|           | 5   | Julia Marino         | Estados Unidos |           |           |        |       |
|           | 6   | Reira Iwabuchi       | Japão          |           |           |        |       |
|           | 7   | Laurie Blouin        | Canadá         |           |           |        |       |
|           | 8   | Jamie Anderson       | Estados Unidos |           |           |        |       |
|           | 9   | Sina Candrian        | Suíça          |           |           |        |       |
|           | 10  | Miyabi Onitsuka      | Japão          |           |           |        |       |
|           | 11  | Cheryl Maas          | Países Baixos  |           |           |        |       |
|           | 12  | Loranne Smans        | Bélgica        |           |           |        |       |
|           | 13  | Klaudia Medlová      | Eslováquia     |           |           |        |       |
|           | 14  | Jade Thurgood        | Estados Unidos |           |           |        |       |
|           | 15  | Urška Pribošič       | Eslovênia      |           |           |        |       |
|           | 16  | Jasmine Baird        | Canadá         |           |           |        |       |
|           | 17  | Zhang Tong           | China          |           |           |        |       |
|           | 18  | Li Dongyu            | China          |           |           |        |       |
|           | 19  | Nadja Flemming       | Alemanha       |           |           |        |       |
|           | 20  | Antonia Yañez        | Chile          |           |           |        |       |
|           | 21  | Christy Prior        | Nova Zelândia  |           |           |        |       |
|           | 22  | Sommer Gendron       | Canadá         |           |           |        |       |
|           | 23  | Ekaterina Kosova     | Rússia         |           |           |        |       |
|           | 24  | Hailey Langland      | Estados Unidos |           |           |        |       |
|           | 25  | Brooke Voigt         | Canadá         |           |           |        |       |
|           | 26  | Šárka Pančochová     | Chéquia        |           |           |        |       |

Legenda
| Recorde mundial       | Recorde mundial (World record)               |                       | Recorde africano                      | Recorde africano (African) |                                           | Q | Classificado por posição (Qualified) |
| Recorde do campeonato | Recorde do campeonato (Championship record)  | Recorde da América    | Recorde da América (Americas)         | q                          | Classificado por melhor tempo (Qualified) |   |                                      |
| Melhor marca do ano   | Melhor marca do ano (World leading)          | Recorde asiático      | Recorde asiático (Asian)              | DNS                        | Não largou (Did not start)                |   |                                      |
| Recorde nacional      | Recorde nacional (National record)           | Recorde europeu       | Recorde europeu (European)            | DNF                        | Não terminou (Did not finish)             |   |                                      |
| Recorde pessoal       | Recorde pessoal do atleta (Personal best)    | Recorde da Oceania    | Recorde da Oceania (Oceania)          | DSQ / DQ                   | Desclassificado (Disqualified)            |   |                                      |
| Recorde da temporada  | Recorde da temporada do atleta (Season best) | Recorde sul-americano | Recorde sul-americano (South America) | NM                         | Sem marca (No mark)                       |   |                                      |